# 夏兆纪
夏兆纪（1973年11月—），山东莒南人，汉族，中国共产党党员。中华人民共和国政治人物、第十三届全国人民代表大会山东省代表。

## 生平
1973年出生於山東莒南县涝坡镇。1990年就讀山东省国防工业技术学校（今為临沂市技术学院），1993年畢業。1998年5月，加入中国共产党。2018年，被选为山东省出席第十三届全国人民代表大会代表。